# Òscar Tusquets
Pour les articles homonymes, voir Tusquets.
Òscar Tusquets i Guillèn ou Oscar Tusquets Blanca, né à Barcelone le 14 juin 1941, est un architecte catalan.
Il est le frère de l'éditrice et femme de lettres féministe Esther Tusquets et l'oncle de l'écrivaine Milena Busquets. 

## Biographie
Òscar Tusquets a étudié à l'École de la Llotja et à l'École technique supérieure d'architecture de Barcelone d'où il sort diplômé en 1965. En 1964, il fonde le Studio PAR avec Josep Bonet, Cristian Cirici et Lluís Clotet, avec qui il collabore jusqu'en 1984. 
En 1969, il fonde avec Beatriz de Moura, son épouse d'alors, la maison d'édition Tusquets Editores.
En 1975, il réalise, avec le maître Salvador Dalí, la salle Mae West du Théâtre-musée Dalí de Figueres.
Spécialiste du design industriel et graphique, il est également peintre et écrivain. 
Ses oeuvres font aujourd'hui partie de nombreux musées, dont le MoMA de New York et le centre Georges Pompidou de Paris.

## Œuvres

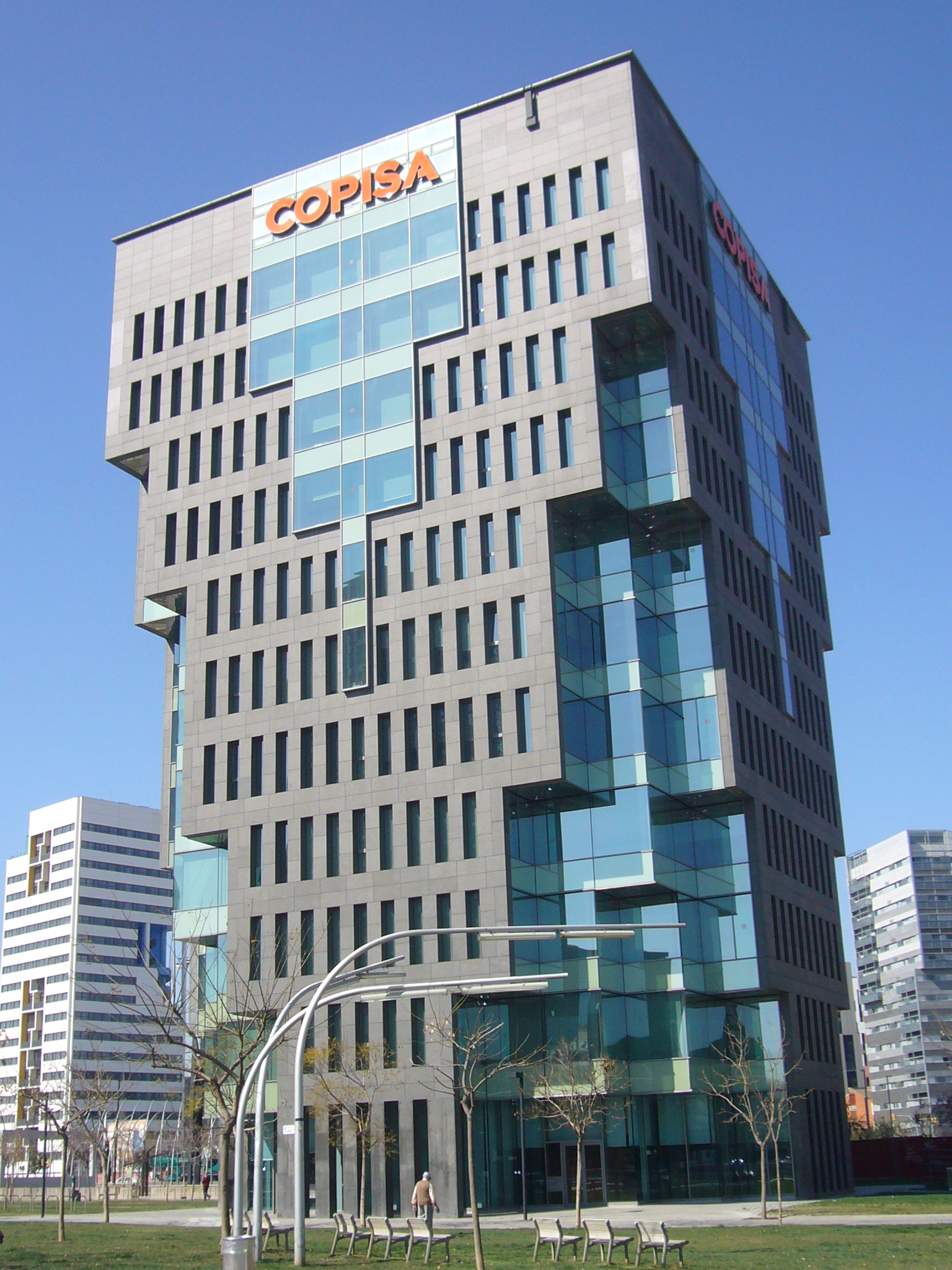
Tour Copisa, place de l'Europe, à L'Hospitalet de Llobregat.

- Extension de la Faculté de Médecine de Barcelone (1980) ;
- Réaménagement du Palais de la musique catalane (1982) ;
- Nouveau siège de la Banque d'Espagne de Gérone (1981-1983) ;
- Caves René Barbier[4] de Sant Cugat Sesgarrigues (1987-1990) ;
- Hommage à Salvador Dalí de Figueres (2001) ;
- Hotel Barcelona Princess, au final de l'avenue Diagonale, côté mer (quartier de Diagonal Mar), de Barcelone[5] (2004) ;
- Tour Copisa, dans le quartier d'affaires Granvia L'H de L'Hospitalet de Llobregat (2007).

## Distinctions
- Membre de la Fondation de l'Université Polytechnique de Catalogne

- Chevalier de l’Ordre des Arts et des Lettres

- Croix de Saint-Georges
- Prix national du Design (Ministère de l'économie espagnol)
- Médaille d'Or du mérite des beaux-arts (Ministère de Culture espagnol)